# Observatoire Kvistaberg
L'observatoire de Kvistaberg  (Kvistabergs observatorium) est un observatoire suédois appartenant au département de physique et d'astronomie de l'université d'Uppsala et situé entre Uppsala et Stockholm, presque à égale distance des deux villes.
L'observatoire résulte d'une donation faite en 1944 par Nils Tamm, un artiste qui avait étudié l'astronomie dans sa jeunesse avec Nils Christoffer Dunér et Östen Bergstrand à Uppsala et était resté un astronome amateur enthousiaste toute sa vie.
Grâce à l'action des professeurs Åke Wallenquist et Gunnar Malmquist de l'observatoire d'Uppsala, le nouvel observatoire fut équipé d'un grand télescope de Schmidt (100/135/300 cm) en 1963. Wallenquist devint le premier directeur de l'observatoire (1948-1970), suivi par Tarmo Oja (en) (1970-1999) puis par Claes-Ingvar Lagerkvist (1999-2007), et enfin par Bengt Edvardsson (depuis 2008).
En 2004, l'université d'Uppsala a décidé d'arrêter les recherches à l'observatoire. La propriété a été vendue à la municipalité de Upplands-Bro, où est situé Kvistaberg. Les dômes et les télescopes font maintenant partie d'un musée qui fut inauguré en 2009.